# 역사적 예수 탐구
역사적 예수 탐구는 예수의 역사적 초상을 제공하려는 학문적 노력을 의미한다. 18세기 이후, 역사적 예수에 대한 세 학자 탐구는 독특한 특성을 가진 장소, 각각의 촬영 종종 각각의 특정 단계에서 개발된 다른 연구 기준에 따라 있다. 그들은 성경의 이야기를 연구하는 역사적 방법에 의존하기 때문에 이 탐구는 이전 방식과 구별된다. 성경 원본의 글 분석은 수 세기 동안 자리를 차지했던 반면, 이 탐구는 결론의 역사적 타당성을 확립하는 새로운 방법과 특정 기술을 소개했다.

## 같이 보기
- 그리스도 신화론
- 신약의 역사적 배경
- 역사적 예수
- 예수의 역사성
- 신화로서의 예수